# Санандаџ
Сенендеџ (перс. سنندج) је град Ирану у покрајини Курдистан. Према попису из 2006. у граду је живело 316.862 становника.

## Становништво
Према попису, у граду је 2006. живело 316.862 становника.
| 1986.   | 1991.   | 1996.   | 2006.   |
| ------- | ------- | ------- | ------- |
| 204.537 | 244.039 | 277.808 | 316.862 |